# Silla de Thomas Busby
La silla de Thomas Busby (también llamada silla inclinada de Thomas Busby o silla del hombre muerto) es una silla de roble presuntamente embrujada por el asesino Thomas Busby antes de su ejecución en 1702 en Yorkshire del Norte, Reino Unido, la cual causó una gran cantidad de muertes a personas que se sentaron en esta silla.

## Historia
La historia de esta silla se remonta al año 1702. Según la historia más aceptada, el asesino Thomas Busby fue condenado a muerte por haber asesinado a su suegro en un asunto de negocios, en ese momento pidió su último deseo, fue a cenar en su posada favorita, y cuando terminó de comer y los guardias lo levantaron de la silla, él maldijo la silla en la que se sentó y dijo: "Que la muerte llegue a cualquier persona que se atreva a sentarse en esta silla".
La silla fue preservada durante muchos años, pero los rumores de que estaba maldita solo comenzaron en la Primera Guerra Mundial cuando se sabía que los soldados que se sentaban en esa silla no volvían de la guerra. Una historia actual cuenta que un piloto y un obrero en fechas distintas hicieron apuestas sentándose en la silla para probar que tal superstición no era real; horas después el piloto fue enviado a una misión en la que murió por un fallo en su avión, y el obrero murió en una casa que terminó de hacer cuando el techo le cayó encima.
Hoy en día la antigua posada donde fue maldecida la silla en la que se sentó Thomas Busby es un bar con una parte como museo dedicado a él y la silla maldita está colgada en la parte más alta de la pared para que nadie se siente en ella.